# Batalla de Bir 'Asluj
La batalla de Bir 'Asluj es el nombre que se refiere a una serie de enfrentamientos militares entre Israel y Egipto en la guerra árabe-israelí, alrededor de las localidades de Bir 'Asluj y la cercana Bir Thamila (también llamada Bir Tamila o Bir Tmileh). Bir 'Asluj era una pequeña localidad de beduinos y una ubicación estratégica en la carretera 'Auja–Beersheba. Los israelíes capturaron la posición al principio de la guerra, en un intento de desconectar a los egipcios de los Hermanos Musulmanes de las fuerzas principales del Ejército egipcio, concentradas en la llanura costera; pero éstos establecieron posiciones a través de la carretera y la amenaza para su transporte se neutralizó.
Todos los alrededores de Bir 'Asluj, incluyendo Bir Thamila, fue capturado por las fuerzas israelíes de la brigada Néguev, el 25 y 26 de diciembre de 1948, durante la operación Horeb. En la primera etapa, el 7.º Batallón tomó Bir Thamila, pero no pudo llegar a la carretera y se retiró con grandes pérdidas. Por la mañana, los vehículos blindados del 9.º Batallón asaltaron las posiciones egipcias en la carretera y las capturaron. Esa tarde, fue seguido por la conquista de todo el camino a la frontera en 'Auja, expulsando a todas las fuerzas egipcias de Israel.

## Antecedentes
Bir 'Asluj era un pequeño pueblo de beduinos de la tribu Azzazma, con un mercado, un pozo de agua, un molino y una estación de policía. Se encontraba estratégicamente ubicado en una curva en la carretera de Beerseba, a través de 'Auja, y en la península del Sinaí. Cerca de ella también pasaba la antigua línea ferroviaria del sur construida por el Imperio otomano en la Primera Guerra Mundial. Durante el mandato británico, una base militar se encontraba cerca de Bir 'Asluj. La carretera en cuestión fue utilizada por el ejército egipcio en la guerra árabe-israelí de 1948 para el transporte desde y hacia su ala oriental en el corredor Belén–Hebrón.
Durante la guerra civil en el mandato británico, Bir 'Asluj fue utilizado como base de operaciones de las fuerzas paramilitares beduinas bajo Hajj Sa'id, principalmente contra el pueblo judío cercano de Revivim, a pocos kilómetros al noroeste. Una unidad de los Hermanos Musulmanes se estableció en Bir 'Asluj, el 17 de mayo de 1948.

## Combates en junio
El primer intento de Israel de desconectar el ala oriental del ejército egipcio fue durante la primera etapa de la guerra, justo antes de la entrada en vigor del primer alto el fuego. Las fuerzas del 8.º Batallón de la brigada Néguev se concentraron en Revivim, que también sirvió como cuartel general del mismo batallón. Una fuerza especial montada en jeeps se separó y se dirigió al sur, con el fin de bloquear la carretera a refuerzos egipcios. Durante la misma noche, un convoy de suministros egipcio había entrado Bir 'Asluj con municiones y cañones. Otros dos fuerzas pequeñas se separaron del principal grupo israelí y se dirigieron al este para minar la carretera, y un contingente de artillería fue hacia el norte, para hostigar a Beersheba y desviar la atención de los egipcios del ataque principal. El ataque israelí comenzó a las 05:30 horas, durando hasta las 07:00 horas y terminando en una victoria. 5 israelíes y un estimado de 25 egipcios resultaron muertos. 14 egipcios fueron tomados prisioneros. Sin embargo, un equipo de soldados de la brigada Néguev entró luego en la estación de policía, cayendo en una trampa explosiva, muriendo 10 soldados al instante.
Inmediatamente después de la batalla, cuando la primera tregua entró en vigor, los egipcios establecieron posiciones al otro lado de la carretera y crearon un nuevo camino que no estaba en el rango de los israelíes, evitando así que lograsen su objetivo estratégico. Durante la tregua, Egipto reforzó su posición en la carretera hacia el norte de al-Majdal–Bayt Jibrin, dando a sus fuerzas de un corredor de seguridad entre la franja costera y el ala este, y al mismo tiempo bloqueando el transporte israelí al enclave del Néguev. Por ello, las siguientes batallas entre Israel y Egipto se concentraron en esa zona. Una escaramuza tuvo lugar en Bir 'Asluj el 18 de julio de 1948; las fuerzas egipcias atacaron las posiciones israelíes, pero fueron rechazadas.

## La batalla

### Preludio
La tercera y última etapa de la guerra árabe-israelí de 1948 comenzó el 15 de octubre de ese año, cuando Israel lanzó la operación Yoav en el frente sur. Mientras que los israelíes hicieron ganancias tácticas y estratégicas significativas en la operación, la situación política cambió poco y Egipto todavía estaba arrastrando en sus pies las negociaciones de armisticio propuestas. Por tanto, la operación Horeb se puso en marcha en el sur, con el objetivo final de la expulsión de todas las fuerzas egipcias de Israel. El principal objetivo de la operación estaba planeado para estar en al sur y al sureste del frente, con el objetivo inicial de cortar el ala oriental del ejército egipcio de la mayor parte de sus fuerzas en Palestina.
El Comando Sur israelí calculó un total de 18 posiciones de oeste a este que necesitaban ser capturadas. 6 de ellas (N.º 13-18) estaban en los alrededores de Bir Thamila. 4 de ellas (N.º 13-16) eran denominadas como las Posiciones Thamila, en el cruce de la carretera principal con un camino de tierra de norte a sur, situadas en una formación de flecha. La posición 17 fue en sí Bir Thamila, mientras que la 18 estaba en la misma Bir 'Asluj.
El 25 de diciembre, una fuerza del tamaño de una compañía de la brigada Néguev tomó la posición menor de al-Mushrifa, al suroeste de Bir 'Asluj; los soldados se habían preparado para una larga batalla, pero encontraron el lugar desierto. Esto también dio a los israelíes la oportunidad de escuchar las comunicaciones telefónicas egipcias entre 'Auja y Bir' Asluj. La mayor parte de la fuerza de ataque de la brigada, sin embargo, fue incapaz de organizarse a tiempo debido a las condiciones climáticas adversas y pudo iniciar el ataque principal solamente el 25 de diciembre, un día después de lo previsto. David Ben-Gurión, primer ministro y ministro de Defensa, fue personalmente a ver a las tropas.

### Los combates

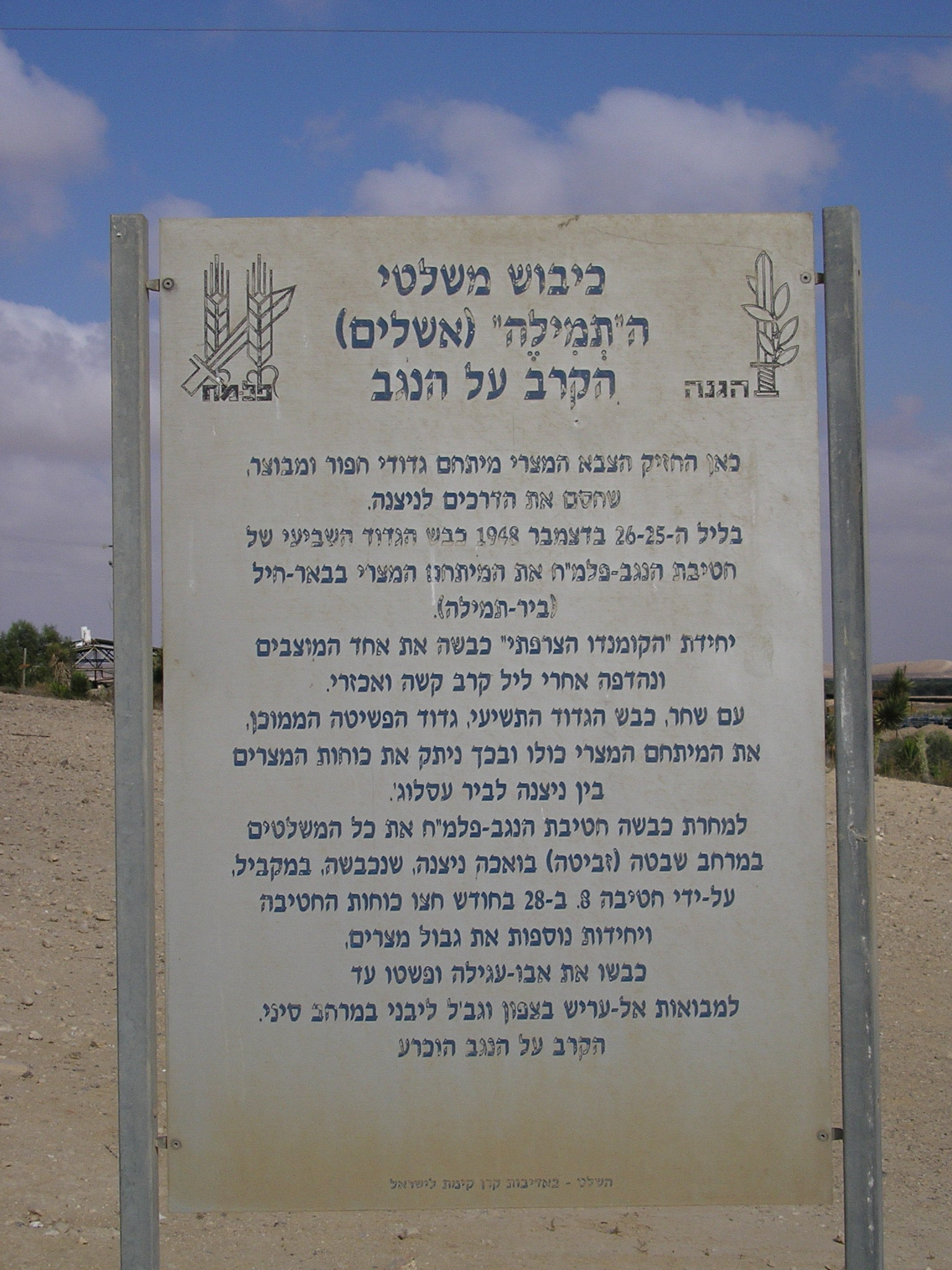
Una placa conmemora lo hecho en la batalla por Bir Thamila.

Las fuerzas especiales asignadas a la batalla de Bir Thamila–Bir 'Asluj partieron de Halutza a las 17:00 horas del 25 de diciembre. Ellos tomaron posiciones en el rango de Umm Suweila, entre Wadi Thamila (Arroyo HaBesor) y Wadi 'Asluj (Arroyo Revivim). A las 20:30 horas, el 7.º Batallón de Infantería atacó en dos fuerzas: la principal contra Bir Thamila (posición 17), y la otra, una unidad de voluntarios extranjeros llamada «Comando francés», en contra de posición 13 en el cruce. La fuerza principal logró avanzar a Bir Thamila desapercibida, acercándose al sur de la posición antes de abrir fuego. Los dos puestos de avanzada meridionales fueron tomados en una batalla rápida, después de lo cual las defensas se deshicieron. A las 23:30 horas, el 7.º Batallón tenía el control de la situación, encontrando una gran cantidad de municiones abandonadas.
A las 22:30 horas, el «Comando francés» había capturado la posición 13 y el resto del batallón había tomado la posición 17. Tres posiciones egipcias adyacentes a la N.º 13 todavía estaban ocupadas, y las tropas de allí comenzaron un contraataque y lentamente hicieron retroceder al «Comando francés». A las 01:30 horas del 26 de diciembre, la reserva operacional, que había llegado a Bir Thamila, vino a reforzar la posición 13. Sin embargo, para la madrugada cerca de la mitad de las fuerzas israelíes estaban muertas o heridas, y se retiraron.
Las fuerzas del 9.º Batallón Mecanizado, que también habían llegado en ese momento y estaban destinadas a proporcionar más refuerzos, se atascaron en la tierra y no pudieron proporcionar asistencia inmediata alguna. El «Comando francés» en retirada había dejado varios heridos bajo el antiguo puente del ferrocarril cerca de la posición, con la esperanza de recogerlos más tarde.
Cuando las tropas del 9.º Batallón lograron liberarse y seguir en movimiento, las tropas egipcias victoriosas estaban siguiendo el «Comando francés». Los mecanizados fue capaces de infligir daños significativos a estas fuerzas y avanzar hasta la posición 13. A pesar de que algunos de los vehículos estaban empantanados en el barro y la arena movediza, y dos fueron volados por las minas terrestres, lograron flanquear y recapturar la posición a las 04:30 horas. El 9.º Batallón rápidamente comenzó a moverse hacia el este hasta las posiciones 14 a 15, con el fin de crear caos e inmovilizar a las fuerzas egipcias restantes. Mientras tanto, otro contingente del batallón partió de Bir Thamila y capturó la posición 14. Un pelotón jeep rodeó los egipcios desde el este y ayudó a completar la captura de las posiciones 15 y 16.
Las Posiciones Thamila estaban totalmente en manos israelíes para las 09:00 horas del 26 de diciembre. Las fuerzas egipcias huyeron a 'Auja y el sur de las posiciones de Bir 'Asluj, que estaban aisladas y posteriormente fueron halladas abandonadas. El «Comando francés», que regresó a buscar a sus heridos, los encontró muertos, y a sus cuerpos mutilados. En un ataque de venganza, mataron a varios egipcios capturados durante la batalla. Como resultado, la unidad se disolvió.

## Consecuencias

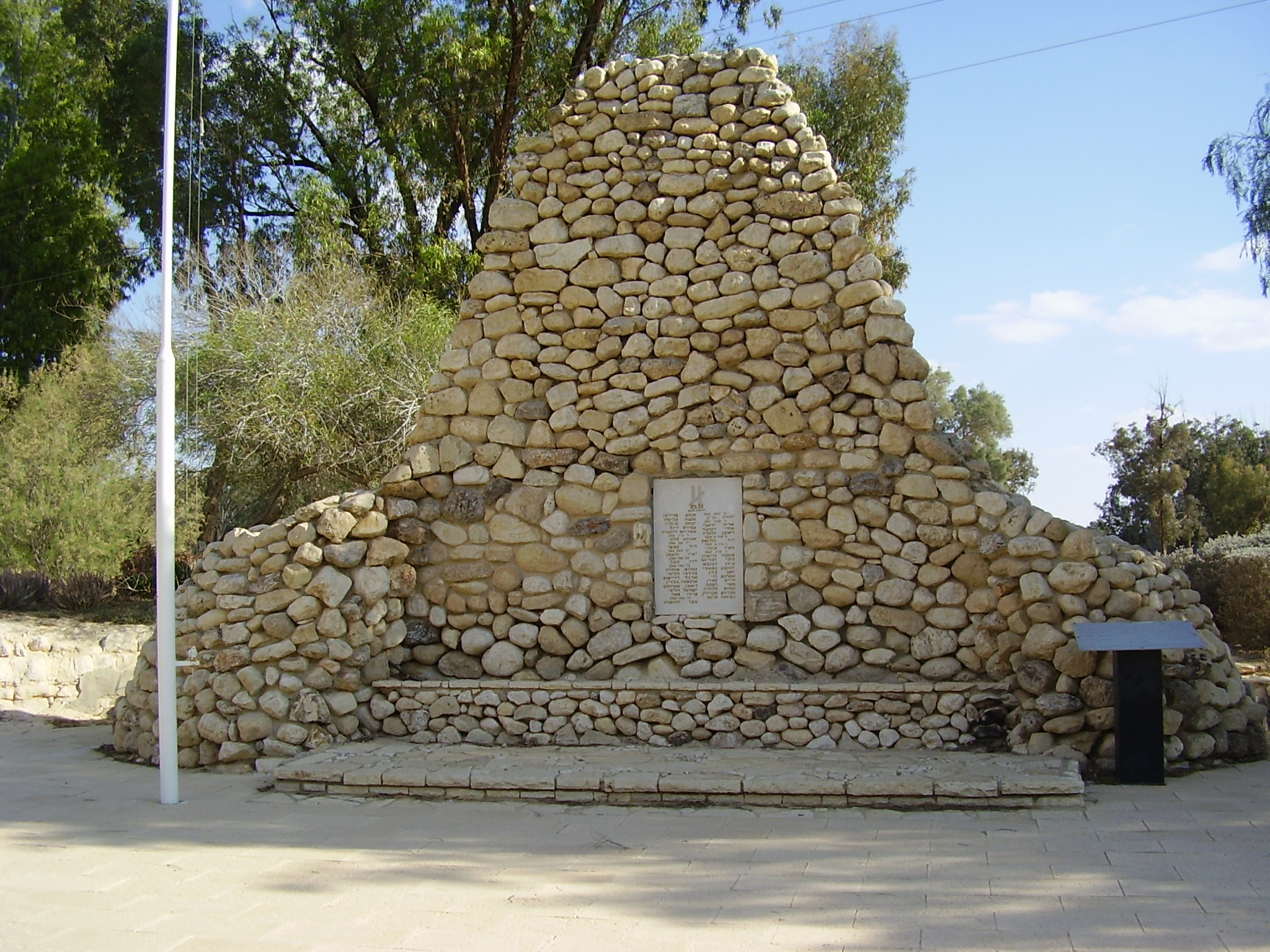
Monumento a los caídos en las batallas de Bir 'Asluj.

'Auja fue tomada por la 8.ª Brigada entre el 25–27 de diciembre, y por la tarde de 27, todas las posiciones egipcias entre Beersheba y 'Auja estaban en manos israelíes. En vista del éxito, el 28 de diciembre gran parte de la Brigada Néguev y el 82.º Batallón de la 8.ª brigada avanzó a la península del Sinaí, capturando Abu Ageila y casi llegando al-Arish. Las fuerzas se retiraron debido a la presión internacional.
Tras el final de la guerra, Bir 'Asluj comenzó a ser llamado por su nombre hebreo, Beer Mash'abim. Un monumento fue erigido allí el 1 de junio de 1949, para recordar a los soldados del 8.º Batallón que murieron en acción allí durante toda la guerra. Fue construido por Aryeh Lafka, residente de Revivim y padre de uno de los soldados que fueron a la comisaría–bomba el 11 de junio de 1948. Las ruinas de la estación sirvieron como material de construcción para el monumento. Los nombres de los otros soldados del Néguev que murieron en las batallas de Bir 'Asluj fueron añadidos el 20 de julio de 1971.